# Metoda Bradleya
Metoda Bradleya – jedna z metod psychoprofilaktycznego przygotowania ciężarnej kobiety do porodu na płaszczyźnie zarówno fizycznej, jak i psychicznej.
Polega na tym, że kobieta rodzi naturalnie, nie przyjmując w trakcie porodu żadnych leków. Jest to możliwe, gdy oboje rodzice są odpowiednio przygotowani do porodu. Kobieta uczy się technik relaksacyjnych i dostosowania się do bodźców, jakie wysyła jej ciało, zamiast sztucznego sposobu oddychania, który ma odwrócić uwagę od bólu porodowego, co umożliwia jej pracę w harmonii z własnym ciałem.
Metoda ta jest nazywana "rodzeniem z mężem". W czasie porodu jest on najbliższą osobą dla rodzącej i pomaga jej w osiągnięciu stanu głębokiego, pełnego relaksu. W trakcie ciąży obserwuje on rytm oddechu kobiety podczas snu, żeby później móc pomagać kontrolować oddechy rodzącej, który powinny mieć ten sam rytm.
W tej metodzie bardzo ważne są ćwiczenia usprawniające kobietę, mające na celu zmniejszenie napięcia w części miednicznej i poprawienie elastyczności mięśni w okolicy lędźwiowej.